# اصغرآباد (رباط‌کریم)
اصغر آباد (رباط‌ کریم)، روستایی از توابع بخش مرکزی شهرستان رباط‌ کریم در استان تهران ایران است.

## جمعیت
این روستا در دهستان منجیل‌آباد قرار دارد و براساس سرشماری مرکز آمار ایران در سال ۱۳۸۵، جمعیت آن ۵۰۹ نفر (۱۲۴خانوار) بوده‌است.